# تاکاکی کاجیتا
تاکاکی کاجیتا (انگلیسی: Takaaki Kajita؛ ۹ مارس ۱۹۵۹ – ) فیزیکدان ژاپنی است. وی در سال ۲۰۱۵ به صورت مشترک با آرتور بی مک‌دانلد برنده جایزه نوبل فیزیک شد. این جایزه به خاطر کشف نوسان‌ها و اثبات جرم نوترینوها به این دو فیزیکدان اهدا شد.
آکادمی نوبل دربارهٔ علت اهدای این جایزه اعلام کرد که این کشف درک ما را از کارکرد ماده دگرگون ساخته و می‌تواند در برداشت ما از کائنات نقشی حیاتی داشته باشد.

وی پبشتر برنده جایزه پانوفسکی شده بود.